# Rondavel

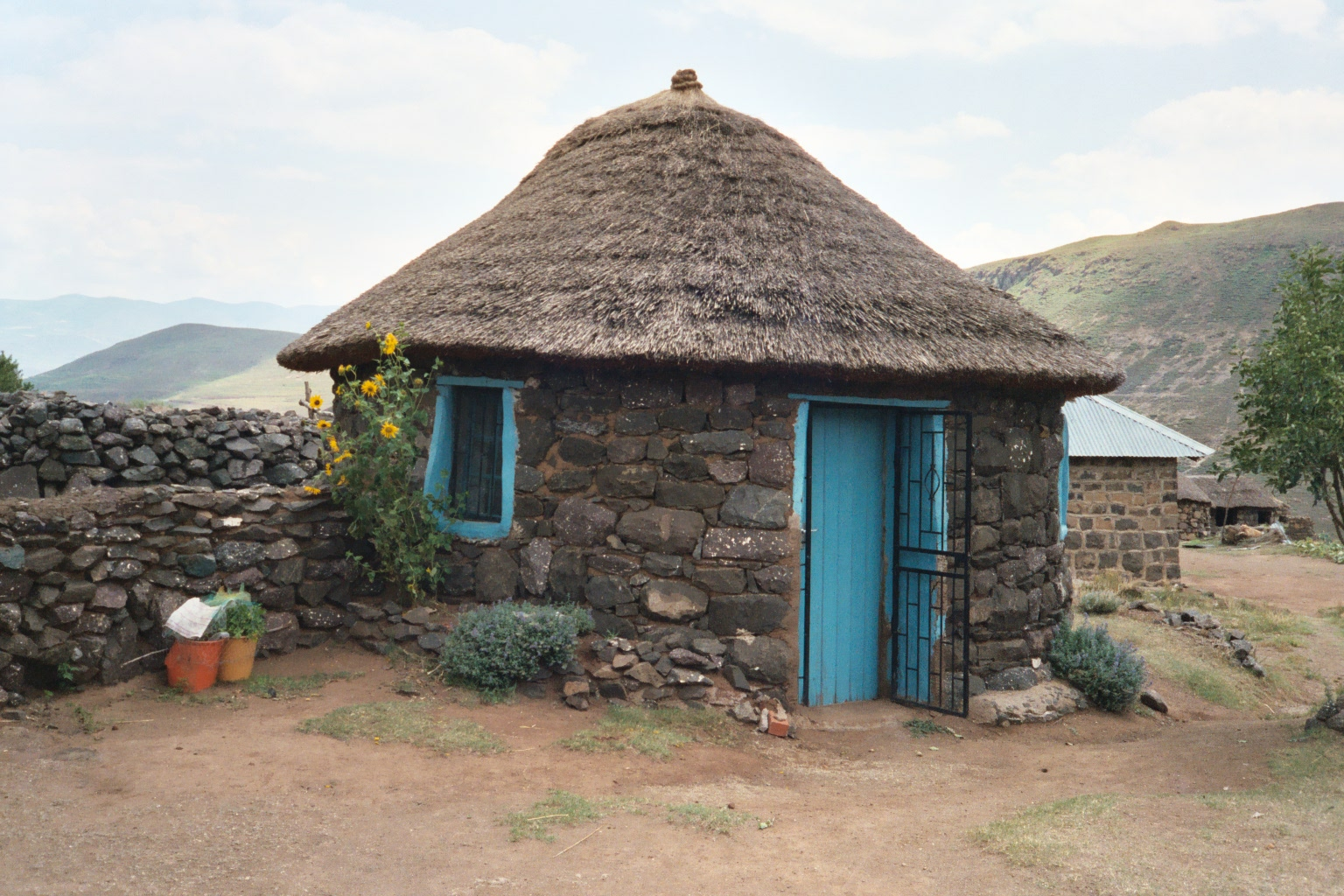
Rondavel in den Highlands in Lesotho

Rondavel (Afrikaans rondawel, Sesotho mokhoro, „Rundhaus“) ist eine typische Hausform im südlichen Afrika. Sie hat einen kreisförmigen Grundriss und ist üblicherweise mit schilfartigem Gras gedeckt.

## Bauform
Der zylindrische Baukörper mit einer Höhe von etwa 1,5 Meter und einem Durchmesser von etwa 3,6 bis 6 Meter wird von einem kegelförmigen Dach überspannt. Die Wände bestehen aus lokalem Material wie luftgetrockneten Lehmziegeln, Sandstein oder Basalt. In bewaldeten Gebieten können die Wände auch aus senkrechten Pfählen bestehen. Als Mörtel wird meist eine Mischung aus Sand, Lehm und getrocknetem Rinderdung verwendet. Eine Mischung aus Lehm und getrocknetem Rinderdung auf dem gewachsenen Boden ergibt einen harten und glatten Fußboden. Die Fenster sind meist klein. Das Reetdach hat kein Unterdach. Es besteht aus einer ca. 15 Zentimeter dicken, leicht überhängenden Schicht getrockneten Schilfrohrs, das mit Grasseilen an den Pfetten des Dachstuhls befestigt ist, dessen Sparren von allen Seiten auf den höchsten Punkt des Daches zulaufen. Die Wände sind oft ein- oder beidseitig mit Lehm verputzt. Gelegentlich sind die Außenseiten bemalt oder mit Ritzzeichnungen verziert.
Die Hütte besteht aus einem einzigen Raum. Licht fällt nur durch die Tür und, wenn vorhanden, durch kleine Fenster in die Hütte. In der Mitte befindet sich oft eine Feuerstelle. Häufig sind Rondavels auf einem Grundstück mit anderen, zum Teil unterschiedlich gebauten Hütten kombiniert.
In Botswana gibt es Rondavels mit verandaartigen Vorbauten. Die südafrikanischen Ndebele sind für die aufwendige und farbenfrohe Bemalung ihrer Rondavels bekannt.
Die Baukosten sind niedrig, da lokale Materialien verwendet werden. Ein weiterer Vorteil ist die gute Wärmedämmung, vor allem an kalten Tagen.

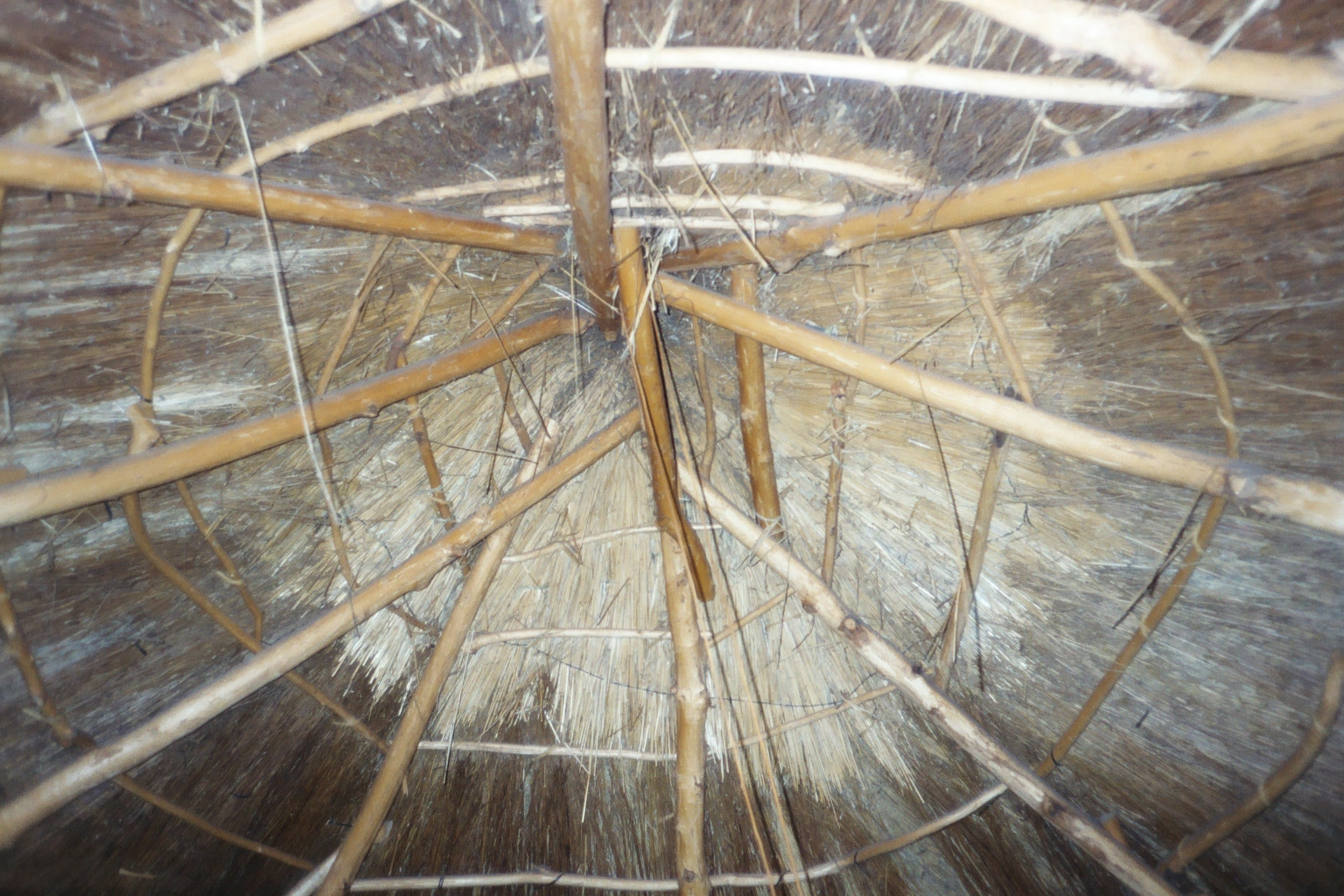
Dach von unten
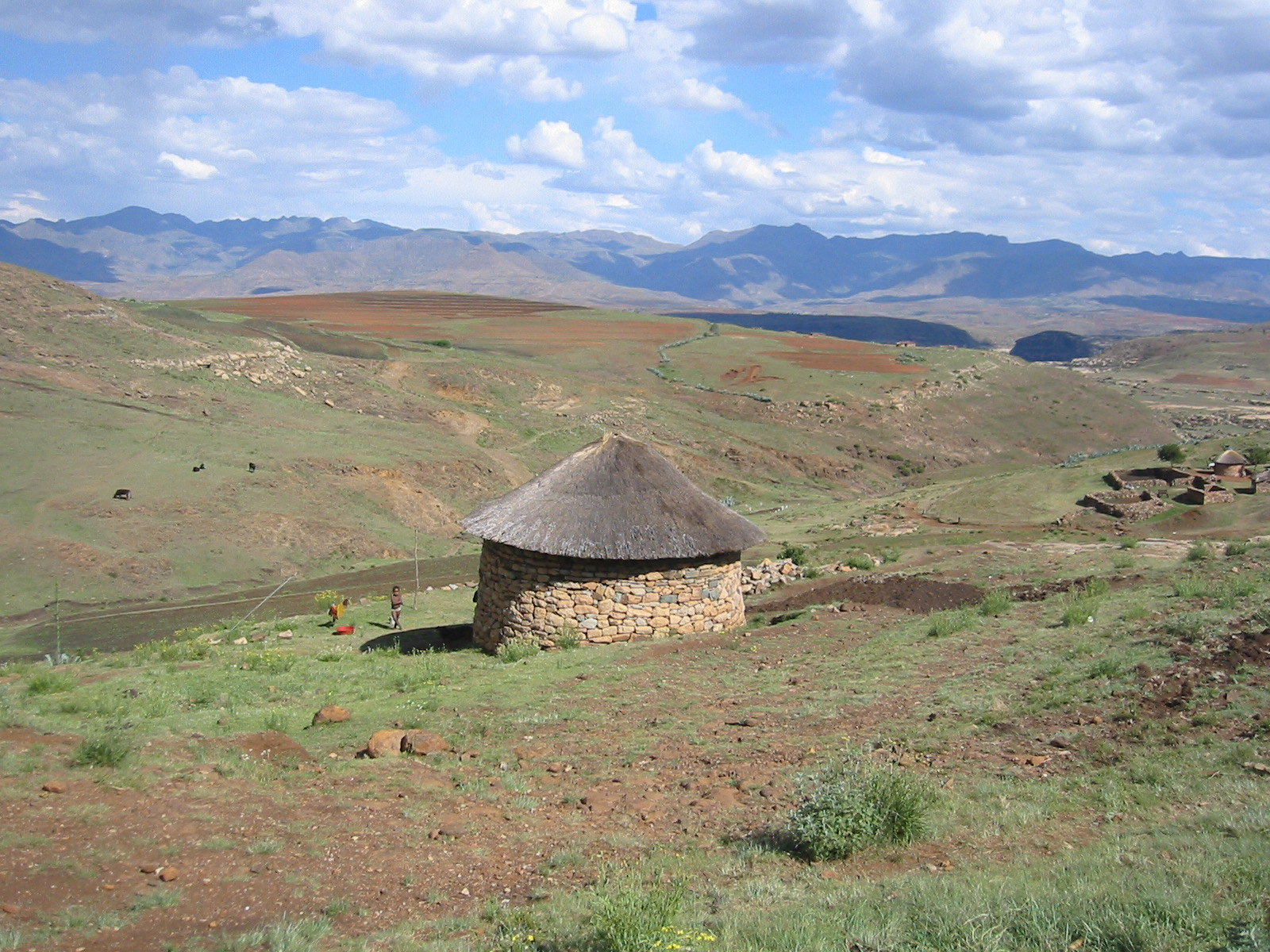
Rondavel in Lesotho
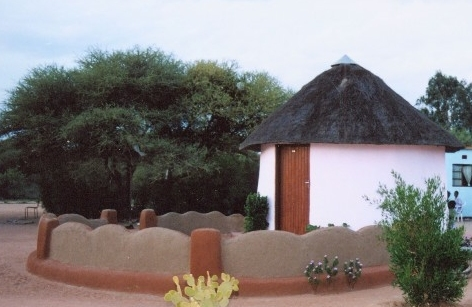
Rondavel in Mahalapye, Botswana

## Verbreitung
Rondavels gibt es im gesamten südlichen Afrika. Speziell gebaute Rondavels werden auch als Unterkünfte für Touristen angeboten und sind oft an deren Gewohnheiten angepasst, z. B. durch größere Fenster.
Ähnlich gebaute Häuser mit kreisförmigem Grundriss gibt es auch in anderen Teilen Afrikas, z. B. an den Großen Seen und am Horn von Afrika. Sie werden Tukul genannt.